# Jardin des Tourneroches
Le jardin des Tourneroches, à Saint-Cloud, offre l’une des vues panoramiques les plus saisissantes du département des Hauts-de-Seine, centrée sur la tour Eiffel, embrassant le bois de Boulogne et Paris depuis le balcon naturel des coteaux. Tourneroches est un lieudit local, dont témoigne la rue des Tourneroches à Suresnes.

## Historique

### Castel Gamio
Ces terrains ont appartenu depuis 1860-1870 à la puissante famille de Goyeneche, Grands d'Espagne et ducs de Gamio. Pendant ces années la propriété s'appelait Castel Gamio. La famille Goyeneche y demeurent jusqu'en 1925 date à laquelle les Ducs de Goyeneche et de Gamio s'en dessaisissent.
Le domaine du Castel Gamio, qui mesurait plus de 3 hectares de superficie, renfermait tous les agréments et toutes les commodités d'un château au fond de la campagne, loin des villes.
L'architecte, M. Gaillard, avait doté le domaine de toutes les dépendances et de tous les accessoires nécessaires.
Après la grande grille d’entrée en fer forgé que surmontait l’écusson aux armes des ducs de Gamio et de Goyeneche, grands d’Espagne, ancêtres des propriétaires, il y avait à droite le pavillon du chef-jardinier et en face un vaste jardin avec des massifs de fleurs sur le tapis des verdoyantes pelouses. Les allées, soigneusement ratissées, conduisaient à la Villa d’habitation.
À travers les allées du parc, il y avait une pièce d’eau avec un rocher rustique et une grotte pittoresque.
Le bâtiment des communs, où se trouvaient les logements des domestiques, au-dessus des écuries et des remises; comme annexe, il y avait le garage à automobiles et, à peu de distance de là, un vaste emplacement pour le tennis.
Il y avait aussi une tour d'eau, qui existe encore aujourd'hui, surmontée d’un pigeonnier, et entourée d’un poulailler, d’un chenil et d’une faisanderie.
La famille Goyeneche avait construit aussi l’orangerie et les serres, avec un moderne système de chauffage, un jardin fleuriste avec tous les accessoires: fosse à fumier, hangar aux graines, bâches et fleurs, bâches chauffées...
Une haute tour carrée, qui élevait son architecture, à côté du pavillon d’habitation et d'une aile gothique, était placée sur le versant du coteau comme une forteresse dominant la vallée.
Les matériaux employés répondaient parfaitement à leur destination. Les moellons appareillés ressortaient avec des reflets gris verdâtre sur la brique blanche de Sannois jointoyée, le tout bien marié avec les balcons, bandeaux, corniches, entablements, moulurations et encorbellements.
L'intérieur répondait aux besoins des habitants. Au sous-sol, il y avait une cuisine et une laverie; dans les étages, des chambres et des boudoirs, ainsi qu’une chapelle; dans les combles, un véritable belvédère, d'où on dominait toute la région.
La chapelle était décorée avec un plafond polychrome avec poutrelles saillantes en chêne, vitraux tamisant la lumière extérieure, fenêtre gothique, lambris en chêne sculpté et un autel ancien.

### Villa des Tourneroches
La maison, dite villa des Tourneroches, ou manoir de Tourneroches a été construite dans les années 1930. En 1930, le docteur François Débat achète la propriété située de part et d'autre de la rue du Mont-Valérien. Ce domaine porte déjà une maison, des communs et un jardin aménagé au début du siècle. Il fait raser la lourde bâtisse située à l'angle de la rue du Mont-Valérien et la rue Michel-Salles et fit bâtir sa nouvelle demeure, le manoir actuel, signée Henri Jacquelin, et dégagea largement la vue sur Paris.
À cela, il ajoute une maison de gardien ainsi qu'une maison proche de la gare. Il conserve le parc, les communs et le pigeonnier préexistants.
En 1940, les armées d'occupation réquisitionnent la propriété et y demeurent jusqu'à la fin de la guerre.
En 1980, le docteur et Madame Jacques Debat firent donation à la ville d'un hectare de terrain ouvert au public depuis 1996, puis une deuxième donation en 2001 d'un hectare supplémentaire et du manoir ce qui permettra de conserver l'aspect d'origine du domaine.
Le jardin avec le manoir et les dépendances est répertorié à l'inventaire général du patrimoine culturel d'Île-de-France par le Ministère de la culture .

## Description
Accès par la rue Michel-Salles à Saint-Cloud.

## Galerie

Le jardin
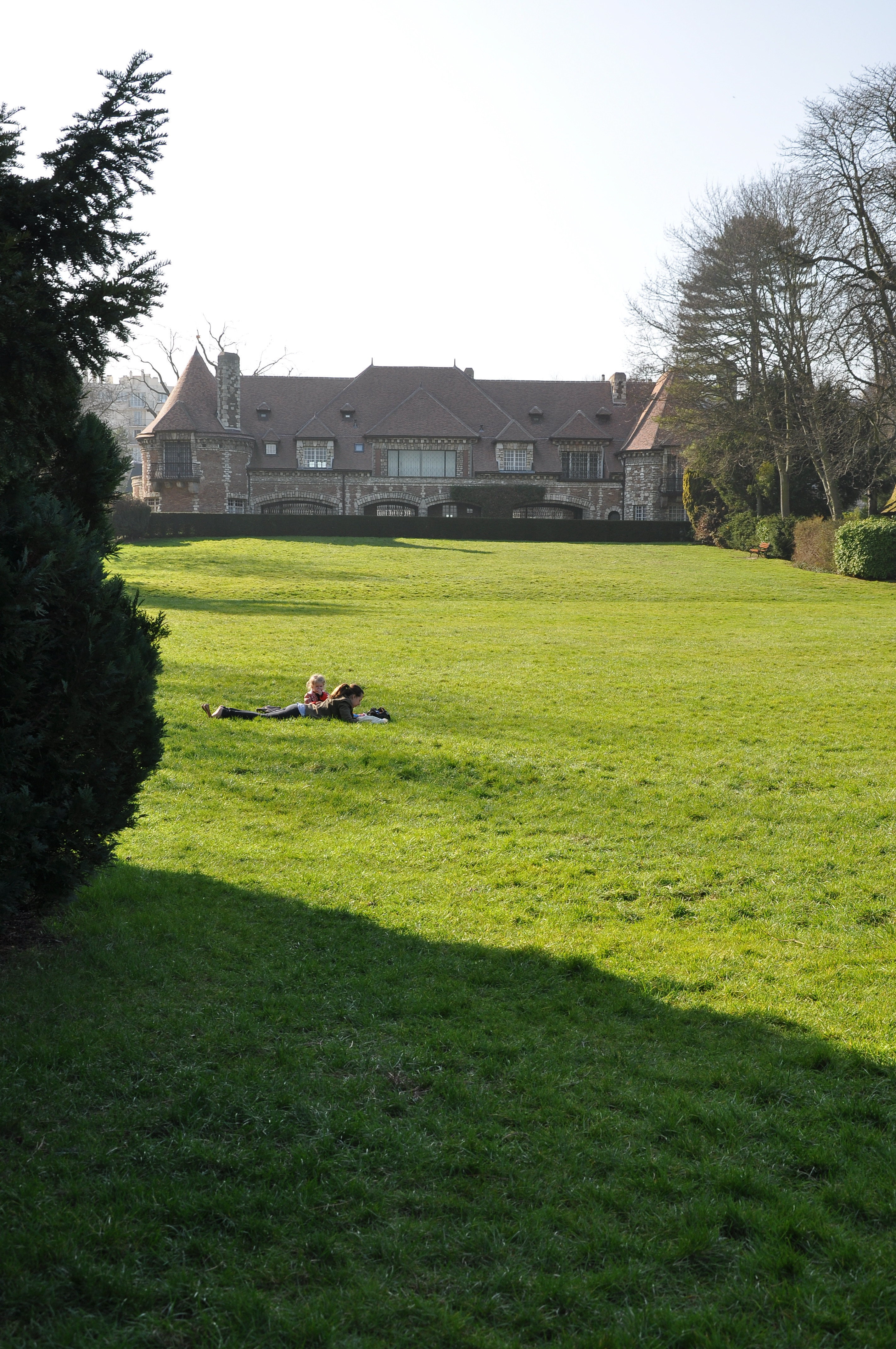
La prairie.
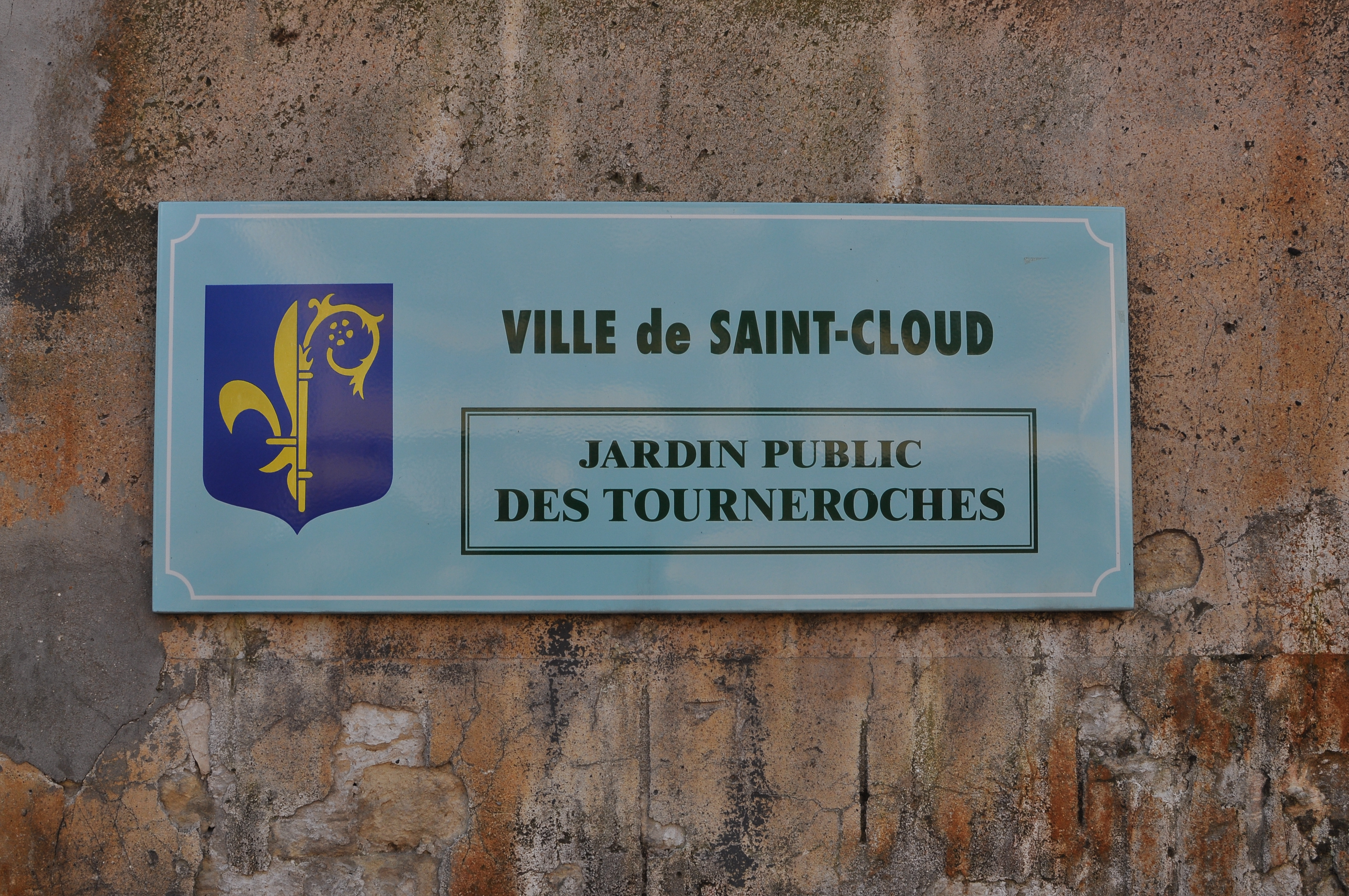
La plaque à l'entrée du jardin.
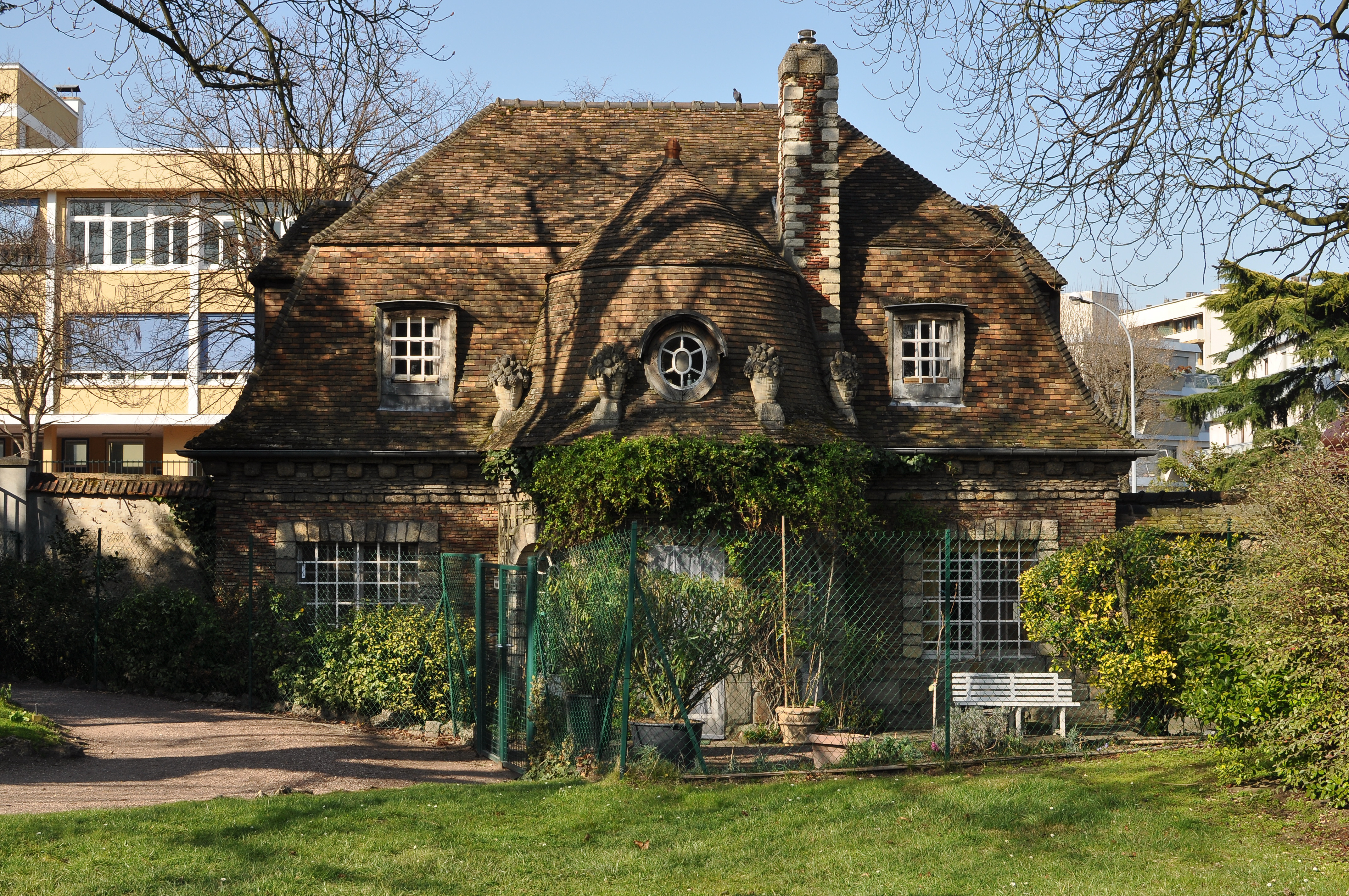
La maison du gardien.
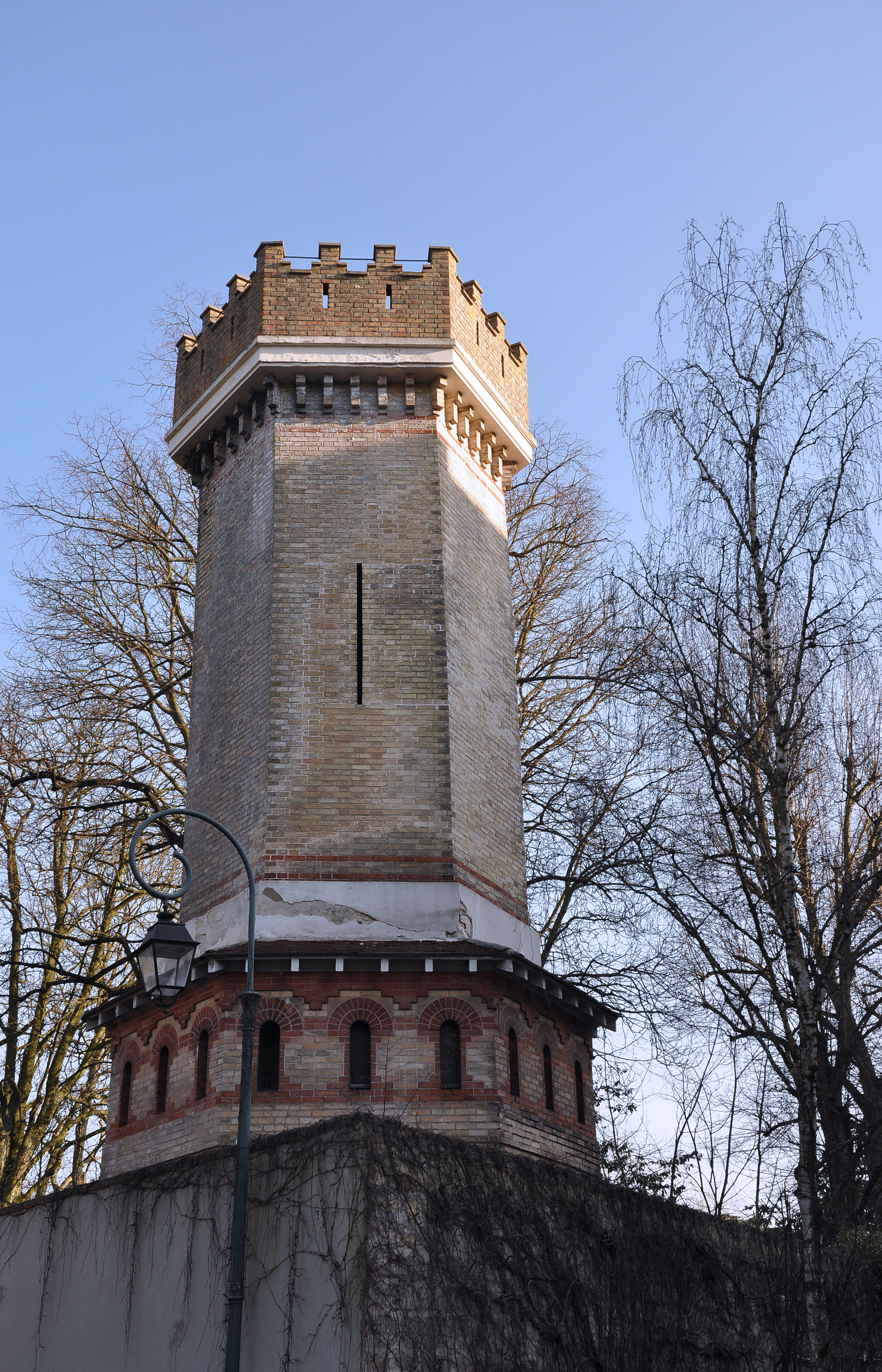
La tour, l'ancienne fabrique du jardin.
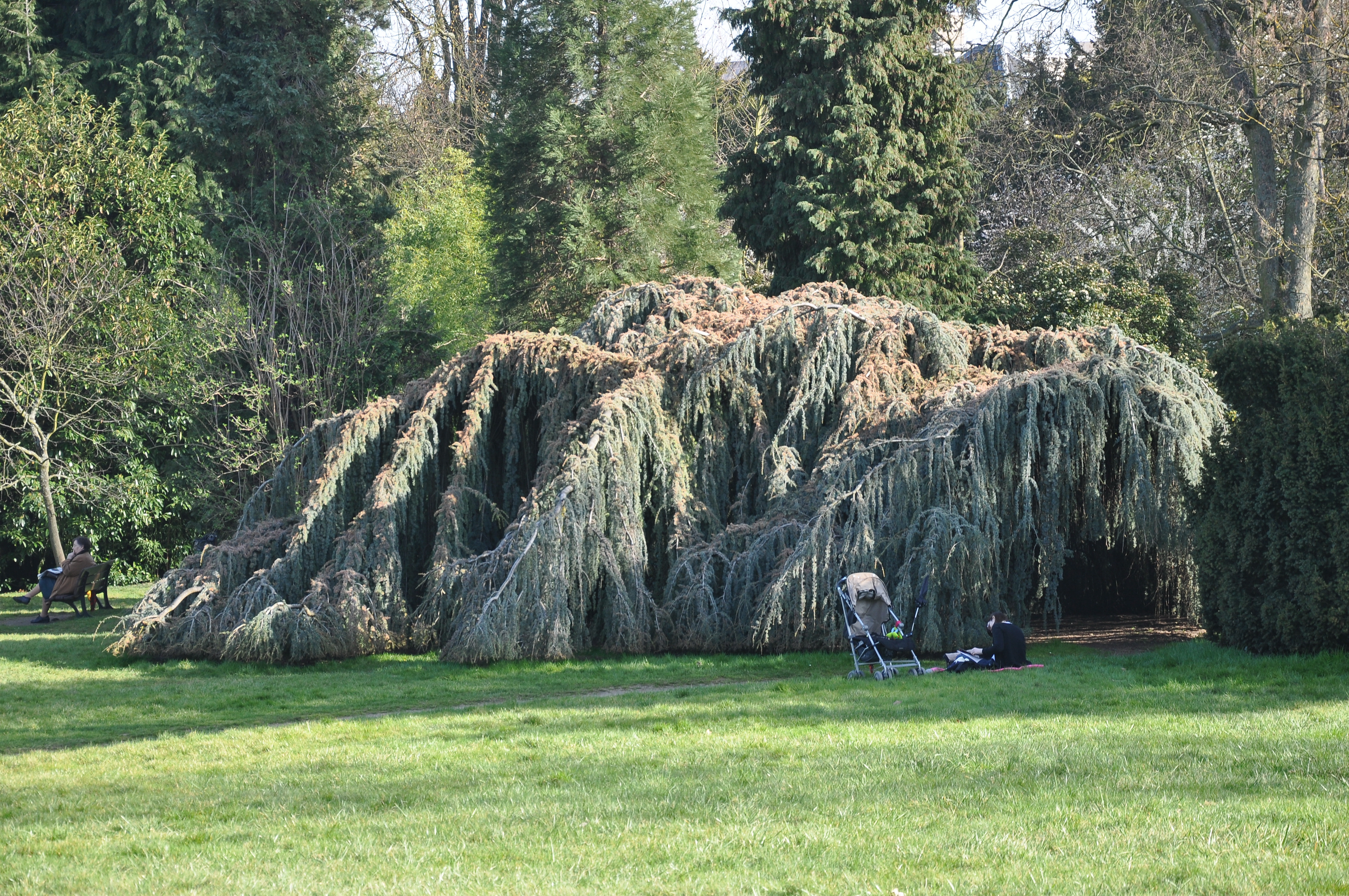
Le cèdre du Liban.

Manoir des Tourneroches
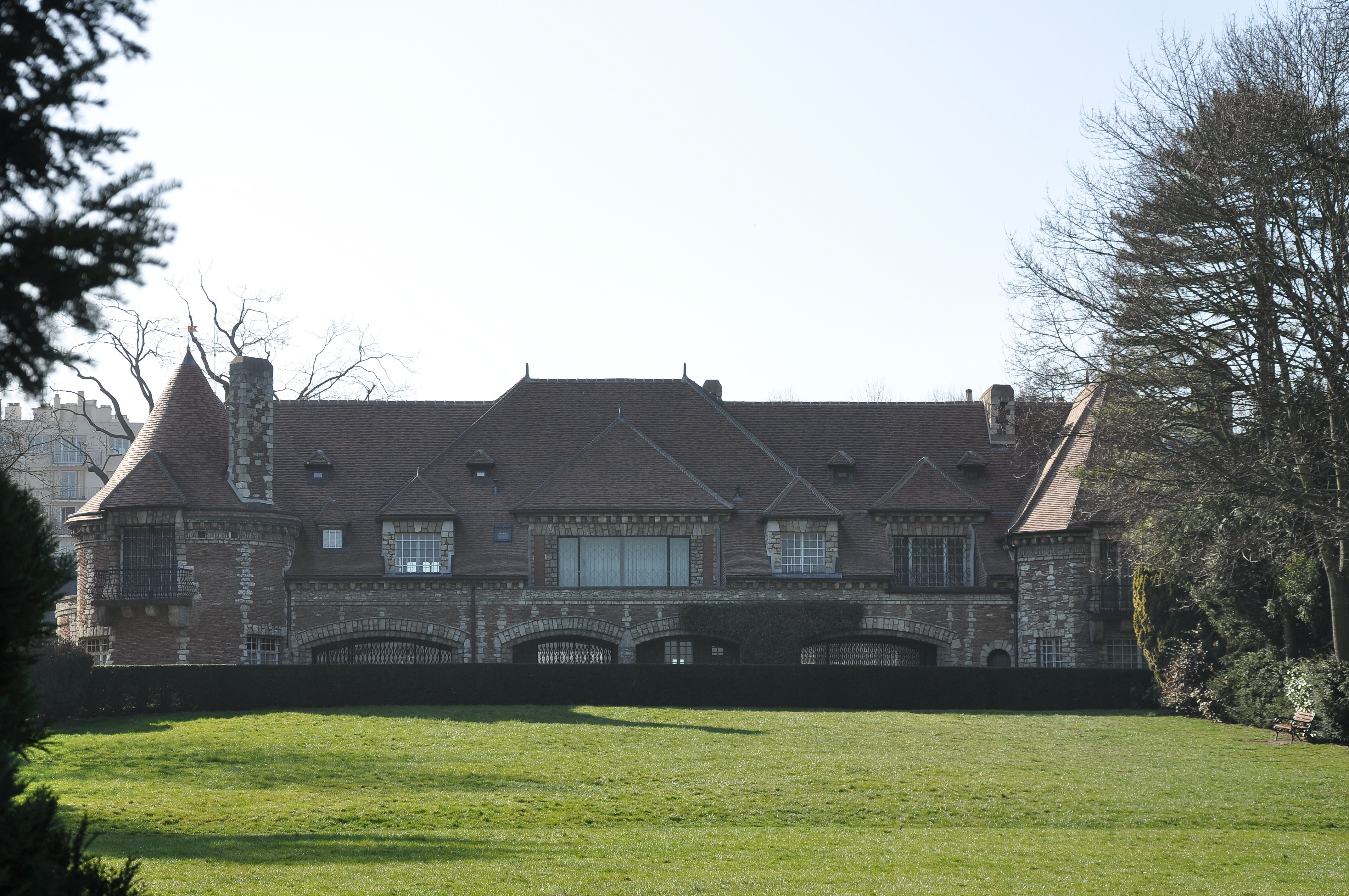
Le manoir vue depuis la prairie.
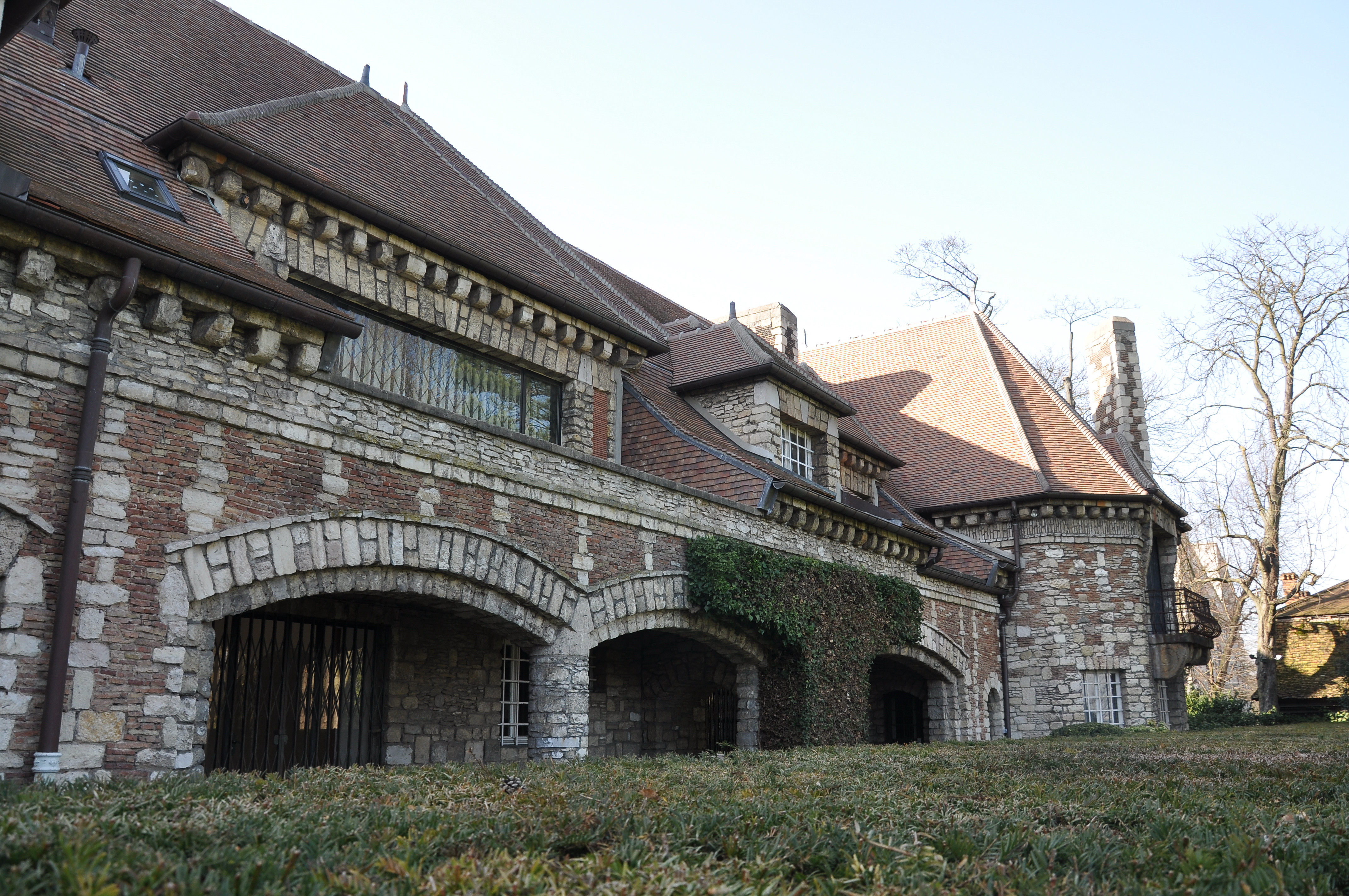
La façade est du manoir.
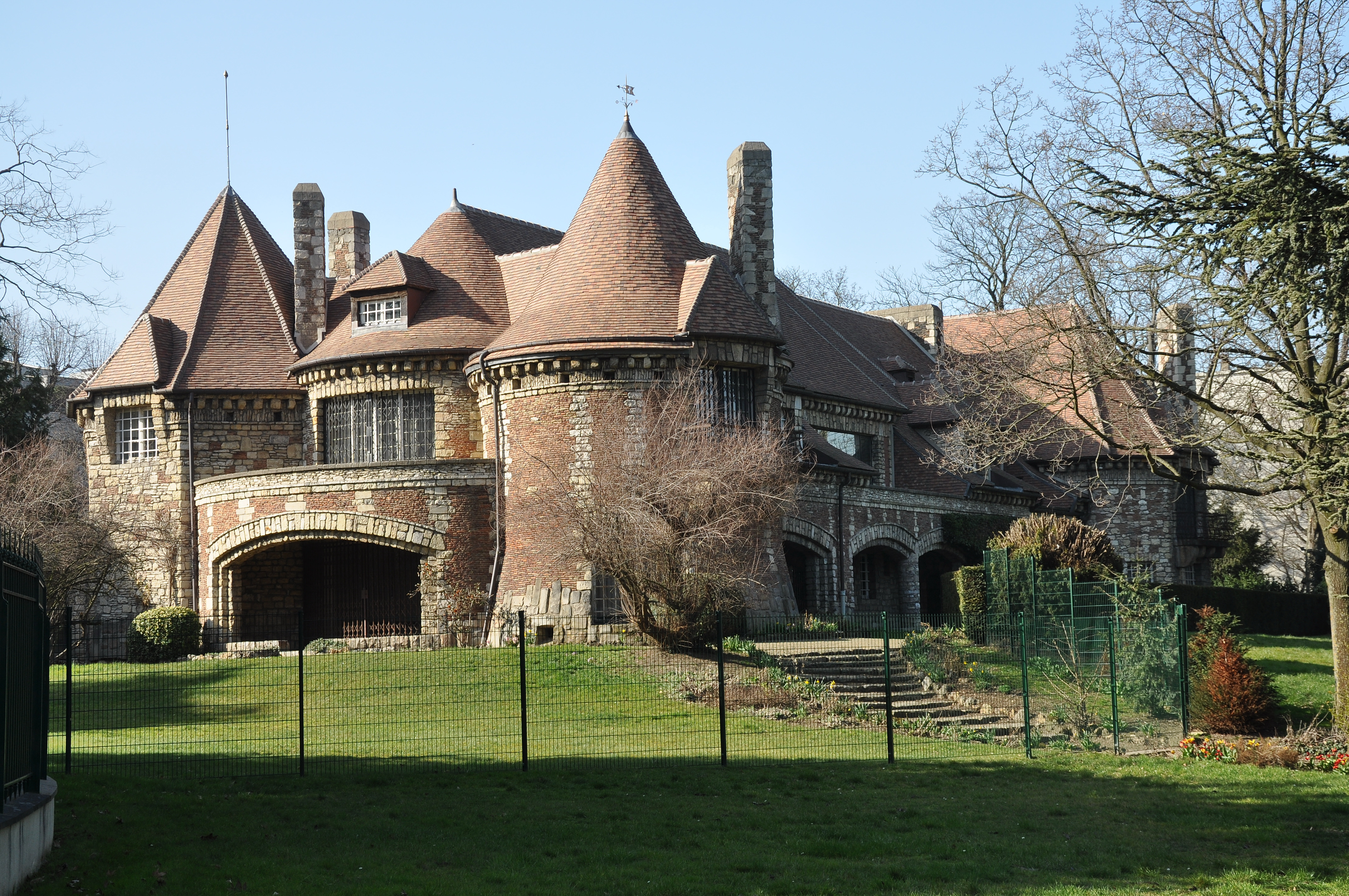
Vue latérale du manoir.

## Sources et références
1. ↑   « Les Tourneroches », sur site de la ville de Saint-Cloud (consulté le 5 septembre 2009)
2. ↑  "Le Castel Gamio, à Saint Cloud". Will Darvillé. La construction moderne. 12 et 19 septembre 1908.
3. 1 2  « Maison dite Villa les Tourneroches, parc », notice no IA92000340, sur la plateforme ouverte du patrimoine, base Mérimée, ministère français de la Culture.